# Kanton Fontenay-le-Comte
Fontenay-le-Comte is een kanton van het departement Vendée in Frankrijk. Het kanton maakt deel uit van het arrondissement Fontenay-le-Comte.

## Gemeenten
Het kanton Fontenay-le-Comte omvatte tot 2014 de volgende 11 gemeenten:
- Auzay
- Chaix
- Fontaines
- Fontenay-le-Comte (hoofdplaats)
- Le Langon
- Longèves
- Montreuil
- L'Orbrie
- Pissotte
- Le Poiré-sur-Velluire
- Velluire

Na de herindeling van de kantons door het decreet van 17 februari 2014, met uitwerking op 22 maart 2015 omvatte het kanton 32 gemeenten.
Op 1 januari 2016 werden de gemeenten Doix en Fontaines samengevoegd tot de fusiegemeente (commune nouvelle) Doix lès Fontaines.

Op 1 januari 2017 werden de gemeenten Auzay en Chaix samengevoegd tot de fusiegemeente (commune nouvelle) Auchay-sur-Vendée

Op 1 januari 2019 werden de gemeenten Nieul-sur-l'Autise en Oulmes samengevoegd tot de fusiegemeente (commune nouvelle) Rives-d’Autise

en werden de gemeenten Le Poiré-sur-Velluire en Velluire  samengevoegd tot de fusiegemeente (commune nouvelle) Les Velluire-sur-Vendée.
Sindsdien omvat het kanton volgende gemeenten : 
- Fontenay-le-Comte
- Auchay-sur-Vendée
- Benet
- Bouillé-Courdault
- Damvix
- Doix lès Fontaines
- Faymoreau
- Foussais-Payré
- Le Langon
- Liez
- Longèves
- Maillé
- Maillezais
- Le Mazeau
- Mervent
- Montreuil
- L'Orbrie
- Pissotte
- Puy-de-Serre
- Rives-d’Autise
- Saint-Hilaire-des-Loges
- Saint-Martin-de-Fraigneau
- Saint-Michel-le-Cloucq
- Saint-Pierre-le-Vieux
- Saint-Sigismond
- Les Velluire-sur-Vendée
- Vix
- Xanton-Chassenon